# Kanurennsport-Weltmeisterschaften 1979
Die 15. Kanurennsport-Weltmeisterschaften fanden vom 15. bis zum 19. August 1979 in Duisburg in der Bundesrepublik Deutschland statt. Wettkampfstätte war die Regattabahn im Sportpark Duisburg.
An fünf Wettkampftagen wurden Medaillen in 18 Disziplinen des Kanurennsports vergeben: Einer-Kajak (K1), Zweier-Kajak (K2) und Vierer-Kajak (K4) sowie im Einer-Canadier (C1) und Zweier-Canadier (C2) bei den Männern, jeweils über 500, 1000 und 10.000 Meter. Bei den Frauen ging es im K1, K2 und K4 über 500 Meter.
Mit ihren sieben Titeln wurde das Team der Sowjetunion die erfolgreichste Nation dieser Weltmeisterschaften.

## Medaillengewinner

### Männer

#### Canadier
| Disziplin    | Gold                                        | Zeit (min)    | Silber                                           | Zeit (min)    | Bronze                                   | Zeit (min)    |
| ------------ | ------------------------------------------- | ------------- | ------------------------------------------------ | ------------- | ---------------------------------------- | ------------- |
| 500 m C-1    | Sowjetunion Serhij Postrjechin              | 2:03,322 min  | BR Deutschland Ulrich Eicke                      | 2:03,366 min  | Bulgarien Ljubomir Ljubenow              | 2:04,027 min  |
| 500 m C-2    | Rumänien Ivan Patzaichin Petre Capusta      | 1:50,197 min  | Sowjetunion Sergei Petrenko Alexander Winogradow | 1:50,415 min  | Polen Marek Łbik Piotr Pawlowski         | 1:52,222 min  |
| 1000 m C-1   | Ungarn Tamás Wichmann                       | 4:22,092 min  | Bulgarien Ljubomir Ljubenow                      | 4:23,702 min  | Rumänien Ivan Patzaichin                 | 4:24,092 min  |
| 1000 m C-2   | Sowjetunion Wassyl Jurtschenko Juri Lobanow | 3:54,038 min  | Ungarn Tamás Buday Oszkár Frey                   | 3:56,578 min  | Rumänien Toma Simionov Gheorghe Simionov | 3:58,735 min  |
| 10.000 m C-1 | Ungarn Tamás Wichmann                       | 49:08,419 min | Sowjetunion Serhij Lymynowytsch                  | 49:16,938 min | Rumänien Ivan Patzaichin                 | 49:50,272 min |
| 10.000 m C-2 | Sowjetunion Wassyl Jurtschenko Juri Lobanow | 43:53,656 min | Rumänien Cherasim Munteanu Gheorge Titu          | 44:02,195 min | Ungarn Tamás Buday István Vaskuti        | 44:17,504 min |

#### Kajak
| Disziplin    | Gold                                                                                | Zeit (min)    | Silber                                                                            | Zeit (min)    | Bronze                                                                           | Zeit (min)    |
| ------------ | ----------------------------------------------------------------------------------- | ------------- | --------------------------------------------------------------------------------- | ------------- | -------------------------------------------------------------------------------- | ------------- |
| 500 m K-1    | Sowjetunion Uladsimir Parfjanowitsch                                                | 1:49,649 min  | Australien John Sumegi                                                            | 1:50,999 min  | DDR Peter Hempel                                                                 | 1:51,170 min  |
| 500 m K-2    | Sowjetunion Uladsimir Parfjanowitsch Sergei Tschuchrai                              | 1:37,572 min  | DDR Bernd Olbricht Rüdiger Helm                                                   | 1:39,003 min  | Frankreich Alain Lebas Francis Hervieu                                           | 1:40,601 min  |
| 500 m K-4    | DDR Bernd Duvigneau Harald Marg Jürgen Dittrich Roland Graupner                     | 1:30,026 min  | Sowjetunion Sergei Schinkarenko Jonas Zautra Sergei Tschuchrai Uladsimir Tajnikau | 1:31,021 min  | Polen Ryszard Oborski Daniel Wełna Grzegorz Kołtan Grzegorz Śledziewski          | 1:31,481 min  |
| 1000 m K-1   | DDR Rüdiger Helm                                                                    | 3:58,615 min  | Rumänien Ion Bîrlădeanu                                                           | 3:59,866 min  | Tschechoslowakei Felix Masár                                                     | 4:01,042 min  |
| 1000 m K-2   | Norwegen Einar Rasmussen Olaf Søyland                                               | 3:36,190 min  | Ungarn István Szabó Zoltán Bakó                                                   | 3:36,985 min  | Sowjetunion Sergei Tschuchrai Uladsimir Tajnikau                                 | 3:37,471 min  |
| 1000 m K-4   | DDR Bernd Olbricht Bernd Duvigneau Rüdiger Helm Harald Marg                         | 3:14,438 min  | Polen Ryszard Oborski Daniel Wełna Grzegorz Kołtan Grzegorz Śledziewski           | 3:15,655 min  | Sowjetunion Oleksandr Schaparenko Serhij Nahornyj Alexander Awdejew Jonas Zautra | 3:16,317 min  |
| 10.000 m K-1 | Jugoslawien Milan Janić                                                             | 46:01,843 min | Norwegen Einar Rasmussen                                                          | 46:02,746 min | Sowjetunion Nikolai Stepanenko                                                   | 46:06,225 min |
| 10.000 m K-2 | Rumänien Nicușor Eșanu Ion Bîrlădeanu                                               | 41:27,804 min | Sowjetunion Mikalaj Astapkowitsch Wiktor Bukanow                                  | 41:31,991 min | Spanien Herminio Menéndez Luis Gregorio Ramos                                    | 41:33,331 min |
| 10.000 m K-4 | Sowjetunion Oleksandr Schaparenko Serhij Nahornyj Alexander Awdejew Sergei Nikolski | 36:05,46 min  | Polen Andrzej Klimaszewski Krzysztof Lepianka Zbigniew Torzecki Zdzisław Szubski  | 36:07,96 min  | Ungarn Tamás Benkő Péter Konecsny László Szabó Zoltán Romhányi                   | 36:13,35 min  |

### Frauen

#### Kajak
| Disziplin | Gold                                                             | Zeit (min)   | Silber                                                                                 | Zeit (min)   | Bronze                                                                | Zeit (min)   |
| --------- | ---------------------------------------------------------------- | ------------ | -------------------------------------------------------------------------------------- | ------------ | --------------------------------------------------------------------- | ------------ |
| 500 m K-1 | DDR Roswitha Eberl                                               | 2:04,477 min | Sowjetunion Galina Alexejewa                                                           | 2:06,930 min | Ungarn Klára Rajnai                                                   | 2:08,455 min |
| 500 m K-2 | Sowjetunion Natalia Kalashinkowa Nina Doroh                      | 1:54,195 min | DDR Marion Rösiger Martina Bischof                                                     | 1:54,329 min | Rumänien Agafia Orlov Nastasia Nichitov                               | 1:55,715 min |
| 500 m K-4 | DDR Marion Rösiger Martina Bischof Birgit Fischer Roswitha Eberl | 1:42,606 min | Sowjetunion Galina Alexejewa Nadeschda Trachimenok Tatjana Korschunowa Larissa Nadviga | 1:45,235 min | Rumänien Agafia Orlov Nastasia Nichitov Maria Nicolae Adriana Tarasov | 1:45,537 min |

## Medaillenspiegel
| Rang   | Nation           | Gold | Silber | Bronze | Gesamt |
| ------ | ---------------- | ---- | ------ | ------ | ------ |
| 1      | Sowjetunion      | 7    | 6      | 3      | 160    |
| 2      | DDR              | 5    | 2      | 1      | 8      |
| 3      | Rumänien         | 2    | 2      | 5      | 9      |
| 4      | Ungarn           | 2    | 2      | 3      | 7      |
| 5      | Norwegen         | 1    | 1      | –      | 2      |
| 6      | Jugoslawien      | 1    | –      | –      | 1      |
| 7      | Polen            | –    | 2      | 2      | 4      |
| 8      | Bulgarien        | –    | 1      | 1      | 2      |
| 9      | BR Deutschland   | –    | 1      | –      | 1      |
| 9      | Australien       | –    | 1      | –      | 1      |
| 110    | Frankreich       | –    | –      | 1      | 1      |
| 110    | Tschechoslowakei | –    | –      | 1      | 1      |
| 110    | Spanien          | –    | –      | 1      | 1      |
| Gesamt | Gesamt           | 18   | 18     | 18     | 54     |